# 3463 Kaokuen
3463 Kaokuen è un asteroide della fascia principale. Scoperto nel 1981, presenta un'orbita caratterizzata da un semiasse maggiore pari a 2,4460368 UA e da un'eccentricità di 0,1349257, inclinata di 3,02710° rispetto all'eclittica.